# Frênulo da língua
Frênulo da língua ou freio lingual é uma pequena tira de tecido que conecta duas estruturas, uma das quais móveis. Também é definido como uma prega de pele ou membrana mucosa que restringe o alcance de movimento de uma estrutura. Frênulo lingual esse termo é usado para pequenas pregas. No dicionário Houaiss, encontramos que frênulo é uma prega mucosa que vai de uma parte mais fixa para uma parte com maior liberdade de movimento, por exemplo, a que vai da superfície interna do lábio para a gengiva.
Frênulo lingual mínimo, ou a falta dele caracteriza a anquiloglossia, que seria a fusão completa ou parcial da língua ao assoalho da boca. Anquiloglossia é uma anomalia do desenvolvimento caracterizada por frênulo lingual curto, grosso resultando em limitações dos movimentos da língua.
Nas pessoas com frênulo normais observa-se que as funções orofaciais, assim como a mobilidade de língua, são mais bem executadas do que quando o frênulo é curto ou com inserção anteriorizada. Observa-se ainda que quando é curto e a ponta da língua se eleva, em geral, esta elevação traz o assoalho para cima ou a própria mandíbula.
Observa-se ainda que os frênulos curtos sejam mais espessos que os demais.
São dicas importantíssimas para se determinar em uma avaliação fonoaudiológica, no caso de um frênulo lingual parcialmente, ou totalmente colado, o tratamento médico indicado, cirurgia chamada frenuloplastia, para a remoção parcial ou total do frênulo da lingua.

Em alguns animais também está presente uma "língua de baixo", chamada de Sublingua, e devido à aparência muito variável do tecido sublingual nos primatas, o termo "sublíngua" é frequentemente confundido com o frênulo da língua, a lamela frenal, e outros tecidos sublinguais.
1. 1 2  «Anquiloglossia: por que a 'língua presa' pode ser perigosa para os bebês». www.uol.com.br. Consultado em 3 de maio de 2022